# نيسرية
النَّيْسَرِيَّة (الاسم العلمي: Neisseria) هي جنس من البكتيريا السالبة الغرام تتبع فصيلة نظيرات النيسرية من رتبة النيسريات. والتي تستوطن الأسطح المخاطية للكثير من الحيوانات. من بين الأنواع الإحدى عشر التي تستوطن جسم الإنسان، يوجد نوعان فقط يعرفان على أنهما مسببات للمرض، النيسرية السحائية والنيسرية البنية. تكون البكتيريا النيسرية في معظم الأحيان على شكل مكورة مزدوجة  تشبه حبوب البن عندما يتم النظر إليها باستعمال المجهر.

## تاريخ
يدعى هذا الجنس البكتيري باسم «'النيسرية'» نسبة لعالم البكتريا الألماني ألبرت نيسر، الذي اكتشف في سنة 1879 أول مثال لهذه البكتيريات، متمثلة في بيكتيريا 'النيسرية البنية' الممرضة التي تسبب مرض السيلان المنقول جنسيا عند الإنسان. 'نيسر' الذي شارك كذلك في اكتشاف المتفطرة الجذامية، العامل المسبب في مرض الجذام. هذه الاكتشافات التي كانت ممكنة بفضل تطوير تقنيات التلوين الجديدة التي ساعد على تطويرها.

## التصنيف

### أنواع مسببة للمرض
ينمو هذا النوع من البكتيريا على شكل أزواج وأحيانا ثلاثيات، ويزدهر بشكل أفضل في درجات حرارة تعادل 98.6 درجة فهرنهايت (37 درجة مئوية) في جسم الحيوان مباشرة أو وسط المصل.
بصفة عامة هناك نوعان من بكتيريا النيسرية التي يمكنهما التسبب في المرض:
- النيسرية البنية (تسمى أيضا 'المكورات البنية')، التي تتسبب في مرض السيلان عند الإنسان.
- النيسرية السحائية (تسمى أيضا 'المكورات السحائية')، هي واحدة من بين الأسباب الأكثر شيوعا لالتهاب السحايا الجرثومي وإنتان الدم بين البشر.

لهذين النوعين القدرة على «خرق» الحاجز. الشئ الذي يؤدي إلى إفراز السيتوكينات المحلية في المنطقة لبدء عملية الاستجابة المناعية. ومع ذلك، فإن الخلايا المتعادلة ليست قادرة على القيام بعملها (البلعمة) بسبب قدرة بكتيريا النيسرية على غزو هذه الخلايا والتكاثر بداخلها، وبالتالي تجنب البلعمة والقتل من قبل المتممة من خلال مقاومة مادة الأبسونين بالأجسام المضادة، والتي تستهدف الممرض للتدميره. أنواع النيسرية هذه قادرة أيضا على تعديل مستضداتها لتجنب ابتلاعها من خلال آلية تسمى «الاختلاف المستضد» (أو تنوع مولدات الضد)، أي تلجأ البكتيريا إلى تبديل البروتينات الموجودة على سطحها الخارجي بغرض خداع الجهاز المناعي. تمتلك هذه الأنواع الممرضة على غرار بعض الأنواع المعايشة، أشعار من النوع الرابع لخدمة وظائف متعددة. من جملة تلك الوظائف نجد مثلا استخدامها من طرف البكتيريا كوسيط للتعلق بمختلف الخلايا والأنسجة، في الحركة الانتفاضية (بالإنجليزية: twitching motility)‏ للبكتيريا، تشكيل المستعمرات المجهرية والاختلاف المستضدي.
بكتيريا النيسرية هي أيضا عامل مهم في المراحل المبكرة لتطور لويحة الكلاب (بالإنجليزية: Canine Plaque)‏.

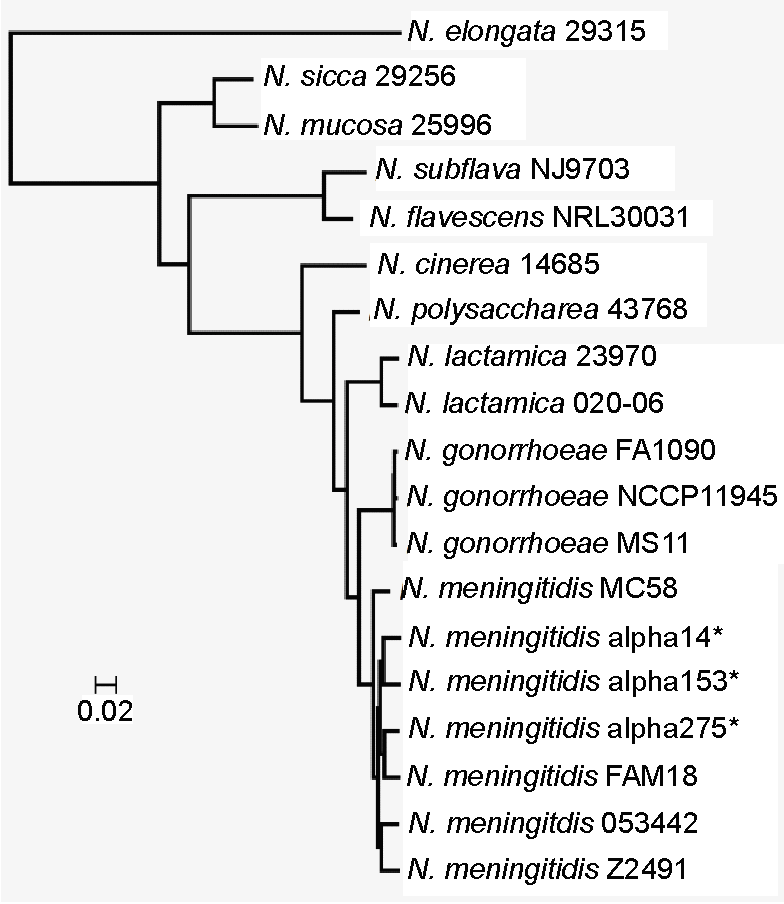
شجرة المَحْتِد للأنواع المختارة من النيسرية، استنادا إلى سلسلة متواليات الحمض النووي لكل الجينات ال 896 الأساسية للنيسرية، ماري براديب وآخرون (2010).

### أنواع أخرى غير مسببة للمرض
يحتوي هذا الجنس البكتيري كذلك على عدد من الأنواع الأخرى، التي يعتقد أن تكون أنواعا معايشة أو غير مسببة للمرض:
- النيسرية العصوية (بالإنجليزية: Neisseria bacilliformis)‏
- النيسرية الجافة (بالإنجليزية: Neisseria sicca)‏
- النيسرية الرمادية (بالإنجليزية: Neisseria cinerea)‏
- النيسرية المتطاولة (بالإنجليزية: Neisseria elongata)‏
- النيسرية المخاطية (بالإنجليزية: Neisseria mucosa)‏
- النيسرية الصفراء  (بالإنجليزية: Neisseria flava)‏
- النيسرية اللاكتامية (بالإنجليزية: Neisseria lactamica)‏
- النيسرية المكاكية (بالإنجليزية: Neisseria macacae)‏
- Neisseria flavescens
- النيسرية متعددة السكاريد (بالإنجليزية: Neisseria polysaccharea)‏
- Neisseria subflava

مع ذلك، يمكن لبعضها أن تقترن بالمرض.

## اللقاح
الأمراض الناجمة عن بكتيريا النيسرية البنية والنيسرية السحائية هي في الواقع مشاكل صحية كبيرة في جميع أنحاء العالم، حيث تستدعي عملية السيطرة عليها إلى حد كبير توافرا واسع النطاق للقاحات المكورات البنية والمكورات السحائية.
تطوير لقاحات بكتيريا النيسرية هو صعب للغاية، بسبب طبيعة هذه الكائنات الحية، ولا سيما عدم التجانس وتقلب و/أو ضعف استمناع مكونات سطحها الخارجي.
ينضاف إلى ذلك كون مسببات المرض، قد تكيفت بشكل كبير مع البيئة المضيفة (جسم الإنسان على وجه التحديد)، في نفس الوقت طورت عدة آليات للبقاء بشكل مستمر قابلة للتكيف بالموازات مع تغير البيئات المجهرية وتجنب القضاء من قبل الجهاز المناعي للمضيف.
حاليا، يمكن الوقاية من الإصابة بالمكورات السحائية ذات الأنماط المصلية A ، B ، C ، Y و W-135  باستعمال اللقاحات. في المقابل، يظل احتمال تطوير لقاح وقائي ضد المكورات البنية أمرا بعيد المنال.

## مقاومة المضادات الحيوية
على مدى السنوات ال 70 الماضية، تم علاج الأمراض الناجمة عن 'النيسرية' الممرضة (النيسرية السحائية والنيسرية البنية) بنجاح باستعمال المضادات الحيوية. بالرغم من ذلك، فإن انتشار السلالات المقاومة للمضادات الحيوية آخذ في الازدياد. بالنظر إلى طبيعة النيسرية الممرضة والتوزيع العالمي للمضادات الحيوية والممارسات الاجتماعية المختلفة فيما يخص مراقبة ورصد توافر المضادات الحيوية بالإضافة إلى الاختلافات الجغرافية في نظم العلاج، فإن استمرار المشكلة العالمية لمقاومة المضادات الحيوية أمر وارد في المستقبل. من خلال فهم آليات مقاومة المضادات الحيوية عند المكورات البنية والمكورات السحائية، يمكن توقع مقاومة المضادات الحيوية الموجودة حاليا في التطبيقات السريرية وتصميم مضادات للميكروبات الجديدة بغرض التحايل على هذه المشكلة. اكتساب مقاومة ضد مضادات السيفالوسبورين عند 'النيسرية البنية'، خاصة مقاومة ضد السيفترياكسون، قد يزيد من تعقيد علاج 'مرض السيلان'، الشئ الذي جعل المكورات البنية تصنف اليون على أنها «بكتيريا خارقة» (بالإنجليزية: superbug)‏.

## التحول الوراثي
يقصد بالتحول الوراثي، تلك العملية التي تقوم خلالها الخلية البكتيرية المستقبلة بأخذ الحمض الريبوزي النووي منقوص الأوكسجين (دي إن إيه) من خلية مجاورة ودمجه بالجينوم المستقبل عن طريق إعادة التركيب. عند بكتيريا النيسرية السحائية والنيسرية البنية، يتطلب هذا التحول (تحول الحمض النووي) وجود سلاسل دي إن إيه قصيرة (10-9 مونومرات مستقرة في مناطق الترميز) من دي إن إيه المانح. تسمى هذه السلاسل "'DNA uptake sequences'" ('DUSs')(بالإنجليزية) [ساهم في ترجمة المصطلح] . تبرز خلال هذه العملية وظيفة الشعرات ذات النوع الرابع الذي تزخر بها البكتيريا. في هذا السياق يذكر كل من دافيدسن وآخرون  أنه عندما يتعلق الأمر بالسلالات الممرصة فإن ال DUSs تحدث بكثافة أعلى بكثير في الجينات المشاركة في ترميم الدنا وإعادة التركيب (وكذلك في تعديل القيد وتضاعف الحمض النووي الريبوزي منقوص الأكسجين|تضاعف الدي إن إيه]]) مقارنة بما هو عليه الحال في مجموعات الجينات المعلقة الأخرى. هذا واقترح هؤلاء المؤلفين أن التمثل الزائد ل DUSs في الجينات المسؤولة عن إصلاح الدي إن إيه وإعادة التركيب، قد تعكس ميزة الحفاظ على سلامة عملية إصلاح الدي إن إيه وآليات إعادة التركيب عن طريق تفضيل تناول جينات صيانة الجينوم، لتعويض الجينات المتضررة بأخرى يمكنها أن تحل محل نظيرتها المتضررة في الخلية المتلقية. «كوغانت» و «ميدن» يشيرون من جهتهم إلى أن توزيع ال DUSs يتوافق مع إعادة التركيب، الذي  يعتبر في المقام الأول بمثابة آلية لإصلاح الجينوم الذي يمكن أن يؤدي في بعض الأحيان إلى إنتاج التنوع، بل قد تؤدي في حالات أكثر إلى التكيف. ينضاف إلى ذلك اقتراح آخر  يعتقد بكون الميزة الأهم التي تتمتع بها بكتيريا النيسرية البنية تتمثل في عملية الإصلاح الهجين (بالإنجليزية: recombinational repair)‏ للضرر الذي يلحق بالدي إن إيه التأكسدي الناجم عن الهجوم التأكسدي للخلايا البلعمية للمضيفة.

## المؤتمر الدولي للنيسرية المسببة للمرض
المؤتمر الدولي الدولي حول النيسرية الممرضة (IPNC)، الذي يعقد على رأس كل سنتين، هو مناسبة لعرض نتائج أحدث البحوث المتطورة التي تمس جميع الجوانب المتعلقة بجنس 'النيسرية'، والتي تشمل كلا من علم المناعة، علم اللقاحات، علم وظائف الأعضاء والتمثيل الغذائي للنيسرية السحائية والنيسرية البنية بالإضافة إلى باقي الأنواع المعايشة. عقدت أول نسخة من المؤتمر في سنة 1978 بمدينة سان فرانسيسكو (كاليفورنيا)، وكان آخرها في سبتمبر 2016. في العادة، يتم عقد المؤتمر كل سنتين بالتناوب بين أمريكا الشمالية وأوروبا، باستثناء نسخة عام 2006 التي عقدت لأول مرة في كيرنز، أستراليا.